# Hugo Pilger
Hugo Vargas Pilger (Porto Alegre, 29 de janeiro de 1969) é um violoncelista brasileiro. É doutor em Música pela Universidade Federal do Estado do Rio de Janeiro (UNIRIO), recebeu o prêmio de Instrumentista Erudito de 2018 do Prêmio Profissionais da Música e foi indicado ao Grammy Latino de 2021 juntamente com Ney Fialkov. É primeiro violoncelo da Orquestra Petrobras Sinfônica, membro dos tradicionais Trio Porto Alegre e Quarteto Radamés Gnattali e professor da classe de violoncelo da UNIRIO. 
É autor do livro Heitor Villa-Lobos, o violoncelo e seu idiomatismo.

## Biografia
Hugo Pilger iniciou seus estudos de violoncelo na Fundação de Artes de Montenegro com Milton Bock. Em 1987 passou a estudar no Rio de Janeiro com Marcio Malard e em 1994 na classe do professor Alceu Reis. Formou-se no curso de Bacharelado em Instrumento Violoncelo da UNIRIO, onde concluiu seu Mestrado em Música em 2012. 
Como solista se apresentou à frente de várias orquestras, dentre elas: Orquestra Sinfônica Brasileira, Orquestra Sinfônica Municipal de Campinas, Orquestra de Câmara da Cidade de Curitiba, Orquestra Sinfônica da Bahia, Orquestra Petrobras Sinfônica, Orquestra Ouro Preto, Orquestra Sinfônica Nacional, Orquestra do Theatro Municipal do Rio de Janeiro, Orquestra do Theatro São Pedro de Porto Alegre e Orquestra Sinfônica de Porto Alegre. Em 2006 fez a estreia no Brasil da importante obra para violoncelo e orquestra Tout un Monde Lointain do compositor francês Henri Dutilleux e em 2009 a estreia sul-americana do concerto para violoncelo e orquestra Pro et Contra do compositor estoniano Arvo Pärt. Das obras que lhe foram especialmente dedicadas, destacam-se: Sonata nº 2 para Violoncelo Solo de David Ashbridge, Orégano de Ricardo Tacuchian, Meloritmias nº 10 de Ernani Aguiar, Serenata pro Pilger de Maurício Carrilho, Reflexões sobre a Ostra e o Vento de Wagner Tiso e Sortilégios de Marcos Lucas. 
Teve sua primeira participação como solista em 2007 no álbum Latinidade da Orquestra Experimental UFOP. Em 2012 participou do CD Alma Barroca dentro do projeto "Villa-Lobos e as Crianças" dirigido por Turibio Santos. Em 2013 participa da gravação do álbum Oito Estações - Antonio Vivaldi e Astor Piazzolla da Orquestra Ouro Preto. Com a pianista Lúcia Barrenechea lançou em dois volumes (2013 e 2015) o álbum Presença de Villa-Lobos na Música Brasileira para Violoncelo e Piano, projeto que ficou entre os três finalistas do Prêmio da Música Brasileira de 2015 e que contém o primeiro registro do violoncelo que pertenceu ao compositor Heitor Villa-Lobos, um Martin Diehl de 1779. Gravou solo em 2016 o álbum Hugo Pilger interpreta Ernani Aguiar com obras para violoncelo do compositor Ernani Aguiar. Com Guilherme Sauerbromm lançou em 2017 o álbum Ernst Mahle, a integral para violoncelo e piano. Em 2020 lançou com Ney Fialkov o álbum Claudio Santoro: a obra integral para violoncelo e piano, que concorreu na categoria “Melhor álbum de música clássica” ao Grammy Latino de 2021.
Em 2013 publicou a obra Heitor Villa-Lobos: o violoncelo e seu idiomatismo, que tem o propósito de analisar e discutir a importância que o violoncelo teve na trajetória do compositor Villa-Lobos, bem como identifica os principais elementos idiomáticos que aplicou e desenvolveu em suas inúmeras composições para o instrumento.

## Discografia
- 2007 - Latinidade (com Orquestra Experimental UFOP)
- 2012 - Alma Barroca (com Orquestra de Cordas Villa-Lobos e As Crianças)
- 2013 - Presença de Villa-lobos na Música Brasileira para Violoncelo e Piano, Vol. 1 (com Lúcia Barrenechea)
- 2015 - Presença de Villa-lobos na Música Brasileira para Violoncelo e Piano, Vol. 2 (com Lúcia Barrenechea)
- 2016 - Hugo Pilger interpreta Ernani Aguiar
- 2017 - Ernst Mahle, a integral para violoncelo e piano (com Guilherme Sauerbromm)
- 2020 - Claudio Santoro: a obra integral para violoncelo e piano (com Ney Fialkov)

## Prêmios e indicações

### Grammy Latino
| Ano  | Categoria                       | Indicação                 | Resultado |
| ---- | ------------------------------- | ------------------------- | --------- |
| 2021 | Melhor álbum de música clássica | Ney Fialkow e Hugo Pilger | Indicado  |

### Prêmio Profissionais da Música
| Ano  | Categoria              | Indicação   | Resultado |
| ---- | ---------------------- | ----------- | --------- |
| 2015 | Instrumentista Erudito | Hugo Pilger | Venceu    |

### Prêmio da Música Brasileira
| Ano  | Categoria            | Indicação                       | Resultado |
| ---- | -------------------- | ------------------------------- | --------- |
| 2013 | Melhor Álbum Erudito | Hugo Pilger e Lúcia Barrenechea | Indicado  |

### Prêmio Açorianos
| Ano  | Categoria              | Indicação                                       | Resultado |
| ---- | ---------------------- | ----------------------------------------------- | --------- |
| 2015 | Intérprete Erudito     | Hugo Pilger                                     | Venceu    |
| 2015 | Álbum Erudito          | Hugo Pilger Interpreta Ernani Aguiar            | Venceu    |
| 2015 | Instrumentista Erudito | Hugo Pilger                                     | Indicado  |
| 2017 | Intérprete Erudito     | Hugo Pilger                                     | Indicado  |
| 2017 | Disco Erudito          | Presença de Villa-Lobos (com Lúcia Barrenechea) | Indicado  |
| 2021 | Intérprete Erudito     | Hugo Pilger                                     | Venceu    |
| 2021 | Instrumentista Erudito | Hugo Pilger                                     | Indicado  |